# Гала (Павија)
Гала је насеље у Италији у округу Павија, региону Ломбардија.
Према процени из 2011. у насељу је живело 28 становника. Насеље се налази на надморској висини од 227 м.